# Wohlriechender Schneckling
Der Wohlriechende Schneckling (Hygrophorus agathosmus (Fr.) Fr.) ist eine essbare Pilzart aus der Familie der Schnecklingsverwandten (Hygrophoraceae). Es ist eine weitverbreitete Art, die in Nordamerika, Europa, Afrika und Asien vorkommt. In Mitteleuropa findet man sie vorwiegend in Bergnadelwäldern unter Fichten und Kiefern. Der Schneckling hat einen hellgrauen, klebrigen Hut, wachsartige und am Stiel herablaufende Lamellen und einen typischen und unverwechselbaren Geruch nach Bittermandeln. Fruchtkörperextrakte zeigten in Laborversuchen antimikrobielle Wirkung gegenüber verschiedenen humanpathogen Bakterien und Pilzen.

## Beschreibung

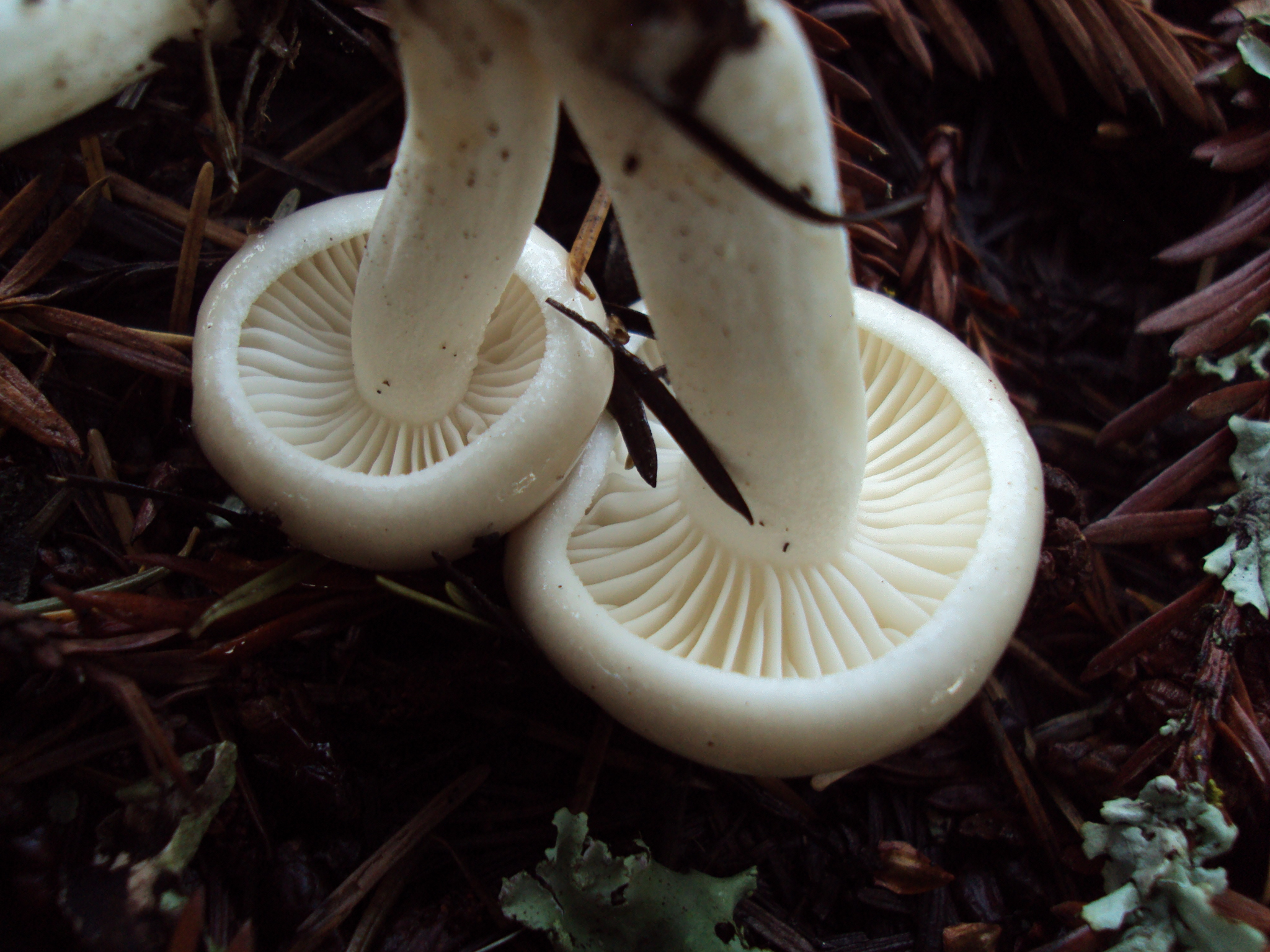
Die Hutränder junger Fruchtkörper sind eingerollt.

Der Hut hat einen Durchmesser von 4 bis 8 Zentimeter und ist anfangs fast halbkugelig, dann mehr gewölbt bis abgeflacht und schließlich leicht niedergedrückt mit einem flachen Buckel in der Mitte. Der Rand bleibt lange Zeit eingerollt. Die Farbe ist stumpf hell- bis dunkelaschgrau und in seltenen Fällen auch fast weiß. Die Hutoberfläche fühlt sich, wenn sie feucht ist, klebrig an. Sie ist glatt, wobei der Rand oft eine Schicht kleiner, feiner Härchen tragen kann. Die Mitte ist oft feinschuppig.
Die Lamellen sind gerade am Stiel angewachsen, aber bei Reife können sie auch leicht herablaufen, das heißt, die Lamellen wachsen ein kurzes Stück am Stiel herab. Die ziemlich eng bis entfernt stehenden Lamellen sind zuerst weiß, werden aber später gräulich. Sie sind mit kürzeren Lamellen (Lamelletten) untermischt und mitunter gegabelt. Die Lamellenblätter sind relativ schmal und dünn und haben eine glatte Schneide.
Der Stiel ist vier bis acht Zentimeter lang und etwa 1 bis 1,5 Zentimeter dick. Er ist zunächst weißlich, im Alter blassgrau und zylindrisch oder zur Basis hin etwas zugespitzt. Der Stiel ist fest, trocken oder feucht, zur Spitze hin ist er mit kleiigen Flöckchen besetzt. Im Alter ist die Stieloberfläche oft glatt, weist aber keine Schleimschicht auf, die für viele Schnecklinge so typisch ist und auf ein gallertiges Velum universale zurückzuführen ist.
Das Fleisch ist weich und weißlich oder wässrig grau und schmeckt mild. Der Schneckling hat einen ausgeprägten Geruch nach Bittermandeln oder Kirschkernen (gelegentlich ist der Geruch schwach ausgeprägt).

### Mikroskopische Merkmale

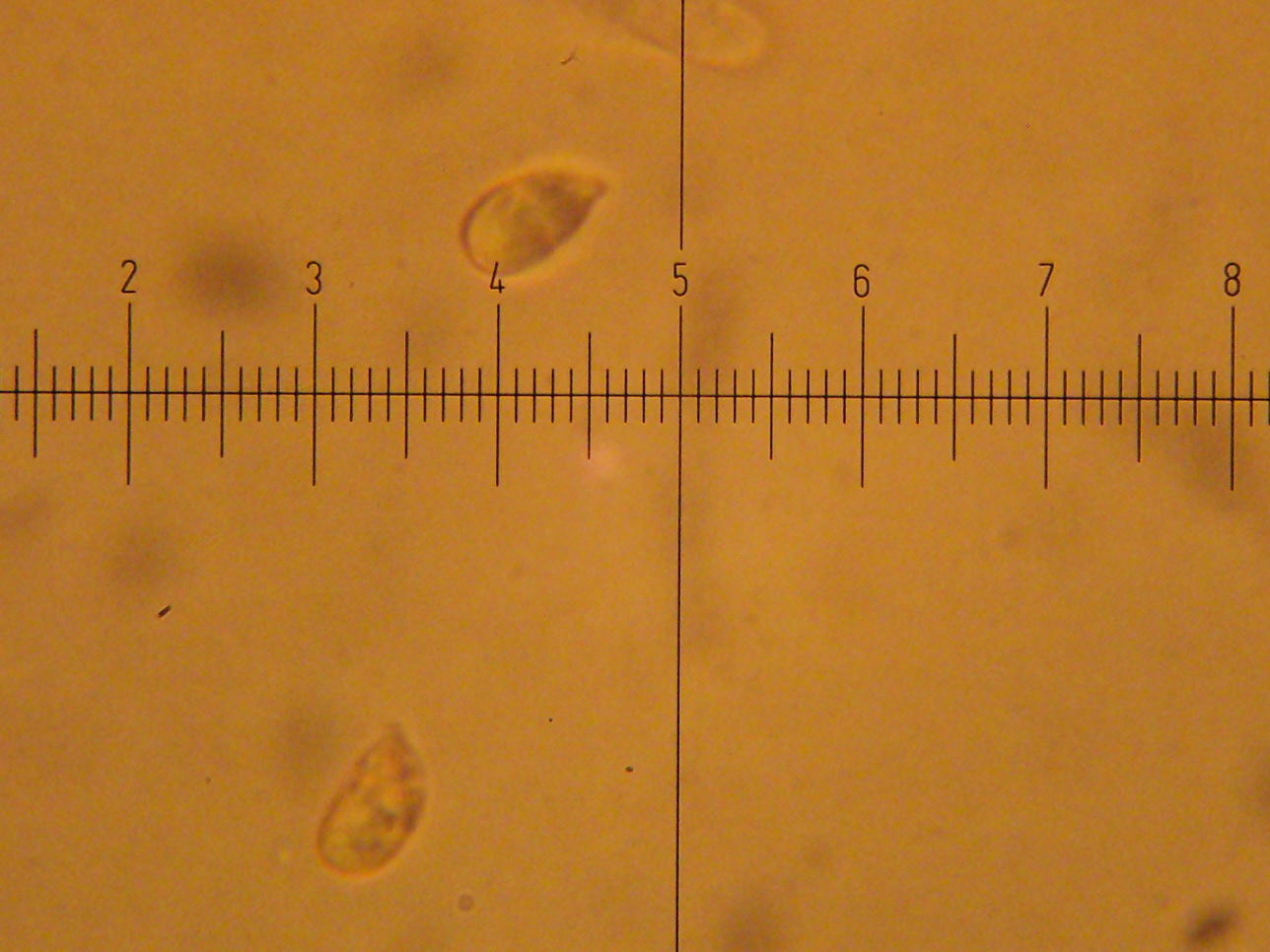
Sporen bei 1000facher Vergrößerung. Jede kleinere Unterteilung beträgt 1 µm.

Wenn sie wie bei einem Sporenabdruck in Massen betrachtet werden, erscheinen die Sporen weiß. Mit einem Lichtmikroskop betrachtet, messen die Basidiosporen 8 bis 10,5 mal 4,5 bis 5,5 Mikrometer, sie sind ellipsoid, glatt und in Melzers Reagenz gelblich. Die sporentragenden Zellen, die Basidien, sind viersporig und messen 48 bis 65 Mikrometer in der Länge und 6 bis 8 Mikrometer in der Dicke. Pleurozystiden und Cheilozystiden (Zystiden auf den Lamellenflächen beziehungsweise auf den Lamellenschneiden) sind bei dieser Art nicht vorhanden. Die Huthaut (Pileipellis) besteht aus einem breiten (175 bis 350 Mikrometer) gallertartigen Bereich, bestehend aus lose verwobenen, schlanken (1,5 bis 4 Mikrometer) Hyphen; die oberflächlichen Hyphen sind von dunkelbräunlich-grauer Farbe. Diese Hyphenanordnung ist eine sogenannte Ixocutis, in der die Hyphenwände aufquellen und gelieren und lassen die Schicht durchscheinen, die sich gegenüber dem darunterliegenden Fleisch abhebt. Die gelierte Hyphenschicht ist zäh und kann vom Hut als Film abgezogen werden. Obwohl sich Schnallenverbindungen auf dem Hyphengewebe finden, aus denen das Fleisch der Lamellen besteht, finden sich im Hutfleisch oder in der Huthaut keine.

### Essbarkeit und antimikrobiotische Aktivität

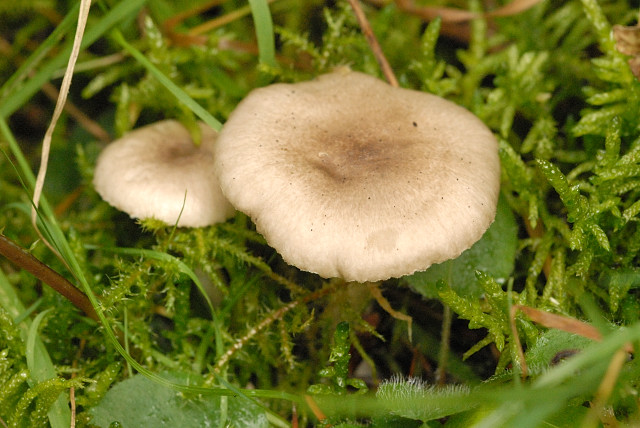
Mit dem Ausreifen flachen die Hüte ab und können eine mittige Eindellung entwickeln.

Der Wohlriechende Schneckling ist essbar, wird aber als nichtssagend angesehen. Nach einer Untersuchung der antioxidativen Potenzials des Pilzes enthält er mindestens fünf organische Säuren: Oxal-, Citronen-, Äpfel-, China- und Fumarsäure. Nach einem Standard-Labortest zur Feststellung der antimikrobiellen Aktivität zeigte der Wohlriechende Schneckling eine Hemmung des Wachstums verschiedener pathogener Bakterien einschließlich Escherichia coli, Klebsiella aerogenes (ehemals Enterobacter aerogenes), Salmonella typhimurium, Pseudomonas aeruginosa, Staphylococcus aureus, Staphylococcus epidermidis und Bacillus subtilis; er hemmt auch das Wachstum der Hefen Candida albicans und Saccharomyces cerevisiae.

## Artabgrenzung
Ähnlich ist der erst 2018 beschriebene Hygrophorus suaveolens, der ebenfalls nach Bittermandeln riecht, aber ausschließlich bei Kiefern vorkommt, recht spät im Jahr (Oktober bis Dezember) wächst und meist eine deutlich dunklere Hutmitte hat.
Der Schwarzpunktierte Schneckling (Hygrophorus pustulatus) ähnelt dem Wohlriechenden Schneckling, hat jedoch keinen Bittermandelgeruch, kleinere Fruchtkörper und größere Sporen (11 bis 14 Mikrometer lang). Hygrophorus occidentalis, der unter Nadelbäumen oder Eichen wächst, hat einen klebrigen Stiel und einen weniger ausgeprägten Geruch. Der seltene Märzschneckling (Hygrophorus marzuolus) kommt im Frühjahr vor, wird deutlich größer und kräftiger, hat einen unauffälligen Geruch und kleinere Sporen als der Wohlriechende Schneckling.

## Habitat und Verbreitung
Der Wohlriechende Schneckling ist ein Ektomykorrhiza-Pilz, der hauptsächlich mit Fichten in Symbiose lebt.
Er wurde isoliert, gezüchtet und in Reinkultur als vegetativ vermehrtes Inokulum gehalten für das künstliche Mykorrhizieren des Pflanzgutes von Forstbaumschulen. Fruchtkörper finden sich in den Vereinigten Staaten verteilt unter Fichten, Kiefern und in Mischwäldern. Der Pilz ist auch in Europa (Tschechien, Polen, Russland, der Türkei und im Vereinigten Königreich), sowie in Afrika und Indien verbreitet.

## Taxonomie und Systematik
Die Art wurde von dem schwedischen Mykologen Elias Magnus Fries 1815 ursprünglich als Agaricus agathosmus benannt; er verlegte sie 1838 in die Gattung Hygrophorus. In der Zwischenzeit benannte 1836 der englische Naturforscher Miles Joseph Berkeley die Art Agaricus cerasinus, wobei auch er diese 1860 in die Gattung Hygrophorus verlegte. 1948 untersuchte Richard Dennis die Typusbeschreibungen und schloss, dass sich beide Namen auf dieselbe Art bezogen. Weitere historische Synonyme umfassen Limacium pustulatum var. agathosmum (Kummer, 1871) und Limacium agathosmum (Wünsche, 1877).
In ihrer 1963 erschienenen Monographie über die Hygrophorus-Arten Nordamerikas klassifizierten die amerikanischen Mykologen Lexemuel Ray Hesler und Alexander H. Smith den Wohlriechenden Schneckling in die Unterabteilung Camarophylli, einer Gruppe verwandter Arten, die durch einen trockenen Stiel und das Fehlen eines gallertartigen äußeren Velums gekennzeichnet sind.
Das Art-Epitheton „agathosmus“ leitet sich aus dem griechischen Wort „agathos“ ab, welches „gut“ bedeutet, und „osme“ für „Geruch“ („agathosmus“ = „wohlriechend“).